# Rüdiger von der Goltz
Gustav Adolf Joachim Rüdiger Graf von der Goltz (født 8. december 1865 i Züllichau i Kongeriget Preussen, død 4. november 1946 i Allgäu i den amerikanske besættelseszone i Tyskland) var en tysk general under 1. verdenskrig. Efter krigen var han øverstkommanderende for det tyske Baltische Landeswehr, som spillede en vigtig rolle i de russiske bolsjevikkers nederlag i Finland og Letland i hhv. 1918 og 1919, men som til sidst ikke var i stand til at beholde den tyskbaltiske kontrol i Baltikum efter 1. verdenskrig.

## Liv og karriere
Goltz blev officer ved infanteriet 1886, oberst og regimentschef 1911, generalmajor 1915, og fik sin afsked i 1919. Han gjorde frem til 1911 overvejende tjeneste i generalstaben og blev i maj 1917 chef for 37:e infanteriafdelningen ved Chemin des dames.

### I Finland
I marts 1918 fik Goltz ledelsen over den for Finland udpegede østersødivision, et korps sammensat af tre jægerbataljoner, tre kavaleriskytteregimenter og divisionstropper under 13. Landeværnsdivisions stab, og i samarbejde med den kejserlige flåde gennemførtes en ilandstigning i Hangö med det formål at støtte general Mannerheims finske hvide hær i dennes krig mod den røde finske hær. Goltz fik senere tillige ledelsen over "Detachement Brandenstein" et korps sammensat af tre jægerbataljoner med støttetropper, som opererede fra Tallinn, og som gennemførte en ilandstigning i Loviisa på den finske sydkyst. v d Goltz fik også den 14. Jægerbataljon lagt under sig efter dennes operationer på Åland. General von der Goltz marcherede mod Helsingfors og befriede byen. Der efter deltog afdelinger fra divisionen i afslutningen af den finske borgerkrig. Han fik senere af den finske regering opgaven at opbygge det nye finske forsvar, hvilket også skete i hurtigt tempo.

### I Baltikum
General von der Goltz blev efter sin indsats i Finlands frihedskrig i januar 1919 kommanderet til Baltikum, hvor han overtog de frivillige afdelinger (Freikorps), som havde erstattet den 8. armé efter dennes mytteri i 1918, og den 23. maj 1919 gjorde han indtog i Riga. Efter hårde og skiftende kampe mod flere grupper - røde estiske, hvide estiske, lettiske hvide-, russiske røde tropper samt visse polske enheder med flere i Letland ændrede den nye tyske regering efter pres fra ententermagterne sin østpolitik og gav i oktober 1919 ordre om at trække tropperne ud af Baltikum. Troppernes ("die Balticumer") skæbne var præget af det forræderi, som de anså, at Berlin-regeringen havde gjort sig skyldig til mod dem, efter som de frivilligt havde stillet sig på dennes side i en situation, da den ordinære hær var i opløsning. Regeringen havde blandt andet lovet deltagerne at få hjem og jord i øst efter krigens afslutning, men frafaldt dette løfte, hvilket for mange "baltikere" var det vigtigste motiv for at kæmpe videre efter november 1918. Efter at have følt sig svigtede sluttede mange af dem senere sig til den af Adolf Hitler oprettede nationalsocialistiske bevægelse. Deres holdninger og metoder fra kampene med massakrer på fanger, vold mod civile og lignende skulle leve videre i de tyske indenrigs uroligheder i 1920-erne og senere i de nazistiske politiske militære enheder.

### Efter den militære afskedigelse
Efter at i oktober 1919 havde fået sin afsked anvendte Goltz sin tid på den nationalistiske ungdomsbevægelse og blev i 1924 leder af de forenede fædrelandske forbund. Han udgav sine erindringer fra krigen, Meine Sendung in Finnland und Baltikum (1920, svensk oversættelse samme år).